# Arteterapia
Arteterapia é uma disciplina híbrida baseada principalmente nas áreas das artes e da psicologia. Ela possui história e teorias próprias e é aplicada por profissionais habilitados por cursos de especialização e/ou mestrado em arteterapia. Na prática, a arteterapia consiste do uso de recursos artísticos/visuais ou expressivos como elemento terapêutico. A arte criada em arterapia pode ser explorada com fim em si (arteterpia - foco no process criativo, no fazer) ou na análise/investigação de sua simbologia (arte como terapia). Durante a sessão de arteterapia a pessoa é convidada a explorar aspectos do seu consciente ou inconsciente por meio da expressão artística (pintura, desenho, modelagem, escultura, poesia, dança, etc). Variados autores definiram a Arteterapia, todos com conceitos semelhantes no que diz respeito à auto-expressão. Segundo a Associação Brasileira de Arteterapia, é um modo de trabalhar utilizando a linguagem artística como base da comunicação cliente-profissional. Sua essência é a criação estética e a elaboração artística em prol da saúde. Em arteterapia o próprio artista/paciente/cliente é quem faz a interpretação de suas criações. Cabendo ao arteterapeuta apenas instigar esta investigação. Diferente das terapias tradicionais, que consiste principalmente das projeções que ocorrem entre terapeuta e paciente, em arteterapia existe uma relação triangular: o arteterapeuta, o paciente, e a arte (criada em terapia).

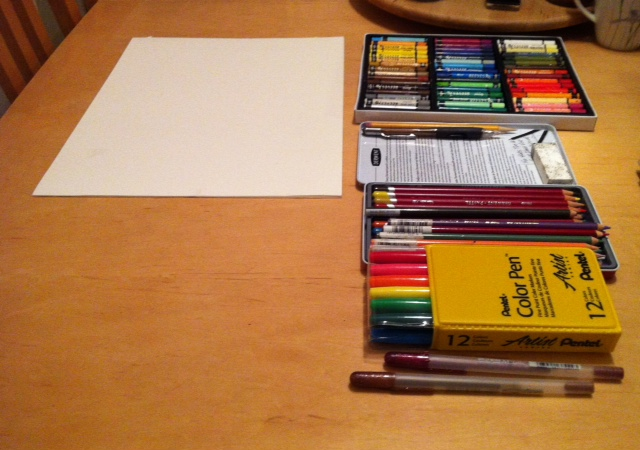
Recursos gráficos comumente usados na arte-terapia

## Origens
O uso de recursos artísticos com finalidades terapêuticas começa a ser incentivado no início do século XIX, pelo médico alemão Johann Christian Reil,   contemporâneo de Pinel. Este profissional estabeleceu um protocolo terapêutico, com finalidade de cura psiquiátrica onde incluiu o uso de desenhos, sons, textos para estabelecimento de uma comunicação com conteúdos internos. Estudos posteriores traçaram relações entre Arte e Psiquiatria, sendo que um profissional que também utilizou o recurso da arte aplicado à Psicopatologia foi Carl Jung, que passou a trabalhar com o fazer artístico, em forma de atividade criativa e integradora da personalidade:
"Arte é a expressão mais pura que há para a demonstração do inconsciente de cada um. É a liberdade de expressão, é sensibilidade, criatividade, é vida" (Jung, 1920).

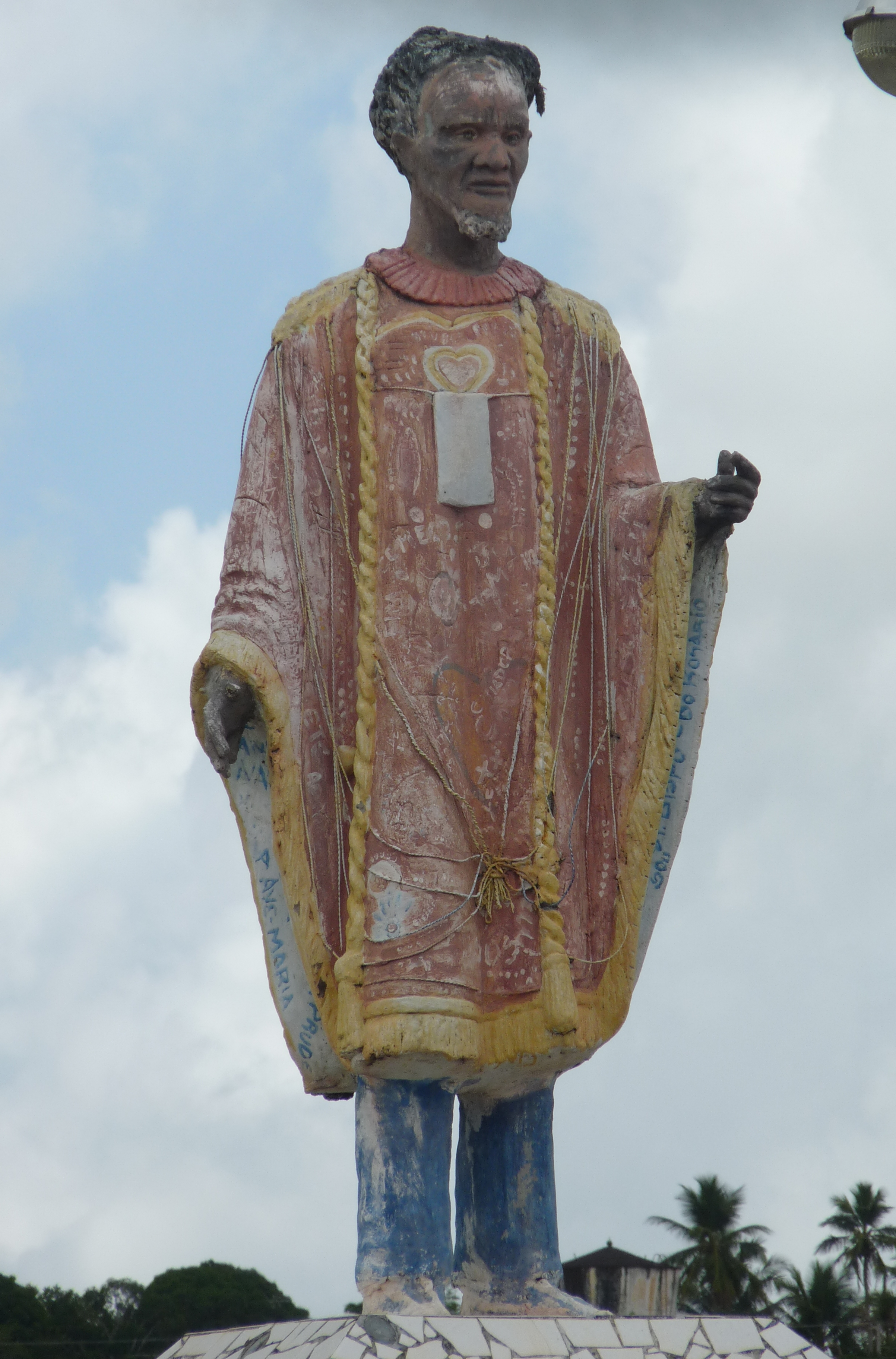
Estátua do artista Arthur Bispo do Rosário (1909/1911-1989) que foi diagnosticado como esquizofrênico paranoico, e viveu por quase 50 anos como interno do hospital Colônia Juliano Moreira no Rio de Janeiro

No Brasil, podem ser elencados os trabalhos desenvolvidos por Ulysses Pernambucano já no início do século XX, trabalho que estimulou a escrita da monografia de Silvio Moura, apresentada em 1923 e intitulada como "Manifestações artísticas nos alienados". Outro nome de importância é Osório César, que desenvolveu sua prática e pesquisas no Hospital do Juquery, na cidade de Franco da Rocha. Publicou em 1929 o livro "A expressão artística nos alienados", onde propõe uma forma de compreender as produções artísticas destes indivíduos. No hospital é inaugurada, oficialmente, a Oficina de Pintura em 1923 e a Escola Livre de Artes Plásticas em 1949. Outro nome importante no país é de Nise da Silveira (1905-1999), que desenvolveu seu trabalho no Hospital Engenho de Dentro no Rio de Janeiro implantando nas ações de terapia ocupacional ateliês de pintura e modelagem, cujo seto de arquivo foi posteriormente redimensionado como Museu de Imagens do Inconsciente tendo como finalidade a preservação dos trabalhos produzidos nos ateliês para exposição permanente e um núcleo de pesquisa da esquizofrenia.
Em sua biografia oficial Natalie Rogers, filha de Carl Rogers, cita ter fundado em 1984 o  Instituto de Terapia Expressiva Centrada na Pessoa em Santa Rosa - Califórnia.  Neste instituto desenvolveu trabalho expressivo; pintura, modelagem, expressão corporal, teatro, dança, música, poesia e mímica. Postula que a expressão deve ser verbalizada e compreendida pelo próprio cliente, e não interpretada pelo terapeuta. Posteriormente transformou-se em Centro de Artes Expressivas associadas e todo o material coletado nestes anos foi publicado em seu livro A conexão criativa: Artes Expressivas como cura (1993). Ainda segundo a biografia oficial, o referido Instituto encerrou atividades após 19 anos porém pela data citada como sendo do encerramento , 2005, temos vinte e um anos de funcionamento e não 19 como é citado na propria biografia. 
Hoje este campo se ampliou, com a Arteterapia estando inserida em diversos campos e com a formulação, proposta pela União Brasileira das Associações de Arteterapia - UBAAT, de critérios mínimos que norteiam a formação deste profissional.
São citados também como nomes importantes nesta área:
- Margaret Naumburg (1890-1983)
- Florence Cane (1882 – 1952)
- Hanna Yara Kiatkwaka
- Edith Kramer (1916 – 2014)
- Janie Rhyne  (1913-1995)

## Conceitos
A prática da Arteterapia pode ser baseada em diferentes referenciais teóricos, como a Psicanálise, a Psicologia Analítica, a Gestalt-terapia, dentre outras abordagens advindas especialmente do campo da Psicologia, que considera fundamental a compreensão do arteterapeuta acerca do ser humano. Desta forma, os conceitos em Arteterapia diferenciam-se amplamente conforme a abordagem seguida pelo arteterapeuta.
No caso da prática arteterapêutica pautada na Psicologia Analítica, aponta-se que, para Jung, a arte tem finalidade criativa, e a energia psíquica consegue transformar-se em imagens e, através dos símbolos, colocar seus conteúdos mais internos e profundos. De acordo com o pensamento junguiano, deve-se observar os sonhos, pois são criações inconscientes que o consciente muitas vezes consegue captar, e junto ao terapeuta pode-se buscar sua significação.
No volume XI de Obras Completas de Freud, ele relata que frequentemente experimentamos os sonhos em imagens visuais, sentimentos e pensamentos, sendo mais comum na primeira forma. E parte da dificuldade de se estimar e explicar sonhos deve-se à dificuldade de traduzir essas imagens em palavras. Muitas vezes, quando as pessoas sonham, dizem que poderiam mais facilmente desenhá-los que escrevê-los. De acordo com escritos freudianos, as imagens escapam com mais facilidade do superego do que as palavras, alojando-se no inconsciente e por este motivo o indivíduo se expressa melhor de forma não verbal. A necessidade da comunicação simbólica origina-se deste pressuposto, como forma de auto-conhecimento no tratamento terapêutico. Quanto à Arteterapia de Orientação Psicanalítica, um autor que traz importantes contribuições teóricas é Donald Woods Winnicott. Ele foi um pediatra e posteriormente psicanalista inglês que desenvolveu uma teoria sobre o desenvolvimento emocional que dava grande importância para a criatividade como um elemento atrelado à Saúde. Além disto, instaurou o recurso do grafismo nos atendimentos que realizada, denominando a técnica criada como Jogo do Rabisco. É um autor que dá grande importância para a relação estabelecida entre paciente e terapeuta, mais do que para a verbalização de interpretações dos possíveis conteúdos inconscientes que podem estar presentes nas produções.
Partindo do princípio de que muitas vezes não se consegue falar a respeito de conflitos pessoais, a Arteterapia propõe recursos artísticos para que sejam projetados e analisados todos esses processos, obtendo-se uma melhor compreensão de si mesmo, e podendo ser trabalhados no intuito de uma libertação emocional.
A Arteterapia baseia-se na crença de que o processo criativo envolvido na actividade artística é terapêutico e enriquecedor da qualidade de vida das pessoas. Por meio do criar em arte e do reflectir sobre os processos e os trabalhos artísticos resultantes, pessoas podem ampliar o conhecimento de si e dos outros, aumentar a auto-estima, lidar melhor com sintomas, stress e experiências traumáticas, desenvolver recursos físicos, cognitivos, emocionais e desfrutar do prazer vitalizador do fazer artístico.
As linguagens plásticas, poéticas e musicais, dentre outras, podem ser mais adequadas à expressão e elaboração do que é apenas vislumbrado, ou seja, esta complexidade implica na apreensão simultânea de vários aspectos da realidade. Esta é a qualidade do que ocorre na intimidade psíquica: um mundo de constantes percepções e sensações, pensamentos, fantasias, sonhos e visões, sem a ordenação moral da comunicação verbal do cotidiano.
Uma obra de arte consegue, por si só, transmitir sentimentos como alegria, desespero, angústia e felicidade, de maneira única e pessoal, relacionadas ao estado espiritual em que se encontra o autor no momento da criação.
A utilização de recursos artísticos (pincéis, cores, papéis, argila, cola, figuras, desenhos, recortes, etc.) tem como finalidade a mais pura expressão do verdadeiro self, não se preocupando com a estética, e sim com o conteúdo pessoal implícito em cada criação e explícito como resultado final. Contudo, as técnicas de utilização dos materiais, acima citados, são para simples manuseio dos mesmos, e não para profissionalização ou comercialização.

## Objetivos
A Arteterapia tem como principal objetivo atuar como um catalisador, favorecendo o processo terapêutico, de forma que o indivíduo entre em contato com conteúdos internos e muitas vezes inconscientes, normalmente barrados por algum motivo, assim expressando sentimentos e atitudes até então desconhecidos. Arteterapia é benéfico para pessoas de qualquer idade, sendo utilizado tanto para o auto-conhecimento e auto-expressão, como também nos casos de doenças mentais.
A Arteterapia resgata o potencial criativo do homem, procurando a psique saudável e estimulando a autonomia e transformação interna para reestruturação do ser. Propõe-se então, a estruturação da ordenação lógica e temporal da linguagem verbal de indivíduos que preferem ou de outros que só conseguem expressões simbólicas. A busca da terapia da arte é uma maneira simples e criativa para resolução de conflitos internos, é a possibilidade da catarse emocional de forma direta e não intencional.

## Profissionais na área
- Arteterapeuta
- Arte-Educador
- Terapeuta Ocupacional
- Psicólogo
- Enfermeiros Especialistas em Enfermagem da Saúde Mental e Psiquiatria
- Fonoaudiólogos
- Psicomotricistas
- Professores em geral
- Gastronomos
- Médicos de diversas especialidades
- Arquitetos
- Profissionais de várias áreas que se identifique com mobilização através da arte

## Leituras selecionadas
ANDRADE, Liomar Quinto de. Terapias Expressivas: Arte-Terapia, Arte-Educação, Terapia Artística. São Paulo: Vector, 2000.
CARVALHO, Maria Margarida (coordenadora). A Arte Cura? Recursos Artísticos em Psicoterapia. São Paulo: Editorial Psy II, 1995.
FREUD, Sigmund. Arte, literatura e os artistas. in>: IANNINI, Gilson;  TAVARES, Pedro Heliodoro (Org.) Obras incompletas de Sigmund Freud. BH: Autêntica Editora, 2012
JUNG, Carl G. O espírito na arte e na ciência. Petrópolis: Vozes, 2007
KANDINSKY, Wassily.  Do Espiritual na Arte e na Pintura Em Particular. SP: Martins Fontes, 1996
KRAMER, Edith. Terapia através del arte en una comunidad infantil. Buenos Aires: Kapelusz, 1982
KRAMER Edith El arte como terapia infantil. México: Ed Diana, 1985
KLEE, Paul. Sobre a arte moderna e outros ensaios. RJ: Zahar, 2001
NAUMBURG, Margaret. An Introduction to Art Therapy: Studies of the "free" Art Expression of Behavior Problem Children and Adolescents as a Means of Diagnosis and Therapy. USA: Teachers College Pré, 1973
RHYNE, Janie. Arte e Gestalt, padrões que convergem. SP: Summus, 2000
VYGOTSKY, L.S. A Imaginação e a Arte na Infância, Lisboa: Relógio d'água, 2009
VYGOTSKY, L.S Psicologia da Arte. SP: Martins & Fontes, 2001
SILVEIRA, Nise da. Imagens do Inconsciente. Petrópolis: Vozes, 2015